# Knightia excelsa
Knightia excelsa (maorsky rewarewa) je stálezelený strom, endemit Nového Zélandu.

## Taxonomie
Druh byl poprvé popsán v roce 1810 skotským botanikem Robertem Brownem. Brown pojmenoval nově popsaný druh jako Knightia excelsa na počest anglického zahradníka Josepha Knighta. Maorský název stromu je rewarewa.
Knightia excelsa je jeden ze dvou zástupců čeledi proteovité na Novém Zélandu.

## Výskyt
Vyskytuje se v relativně nízkých nadmořských výškách (do 850 m n. m.) na Severním ostrově a v Marlborough Sounds. Je běžný hlavně v druhotných lesích, méně v původních pralesích. Juvenilní rostliny špatně snáší nízké teploty, v oblastech náchylných k mrazům se nevyskytuje.

## Popis
Strom je v rámci Nového Zélandu vzhledově poměrně unikátní a dobře rozpoznatelný. Dorůstá výše až 30 m, kmen mívá průměr 0,9–1 m. Kůra má tmavé zbarvení od sytě hnědé po černou. Koruna je štíhlá, první větve dospělých jedinců se často nachází vysoko nad zemí, typicky kolem 12–15 m. Listy jsou střídavé, kožovité, úzké a podlouhlé se zubatými okraji. Na délku měří 10–15 cm a na šířku 2–4 cm. U juvenilních jedinců jsou o něco delší a užší. Nápadné květy jsou 5–6 mm široké a až 30 mm dlouhé, jasně červené a rostou v hroznech dlouhých až 10 cm. Květy mívají žlutá zakončení.
Koncem léta strom produkuje tmavé, suché, dřevnaté měchýřky dlouhé kolem 4 cm. Měchýřkům trvá rok, než se otevřou a vypustí až 8 okřídlených semen. Kvete od října do prosince. Rozmnožuje se vegetativně semeny.

## Praktický význam
Květy stromu jsou oblíbeným zdrojem výroby medu, který má neobyčejně tmavou barvu. Na nektaru z květů hodují místní ptáci, jako je medosavka novozélandská, kruhoočko australopacifické nebo tui zpěvný.
Druh je známý pro své dřevo, které je vhodné hlavně pro dekorace interiérů, jelikož neodolává dobře venkovním povětrnostním podmínkám. I tak bylo v minulosti dřevo používáno na brzdové špalíky, pražce nebo na plotové latě. Nehodí se na podpal.

## Vztah k lidem
Pro Maory symbolizovaly spadlé květy rewarewa šestý měsíc maorského kalendáře. Vnitřní kůra stromu se používala v obinadlech pro zastavení krvácení a urychlení hojení ran.

## Galerie

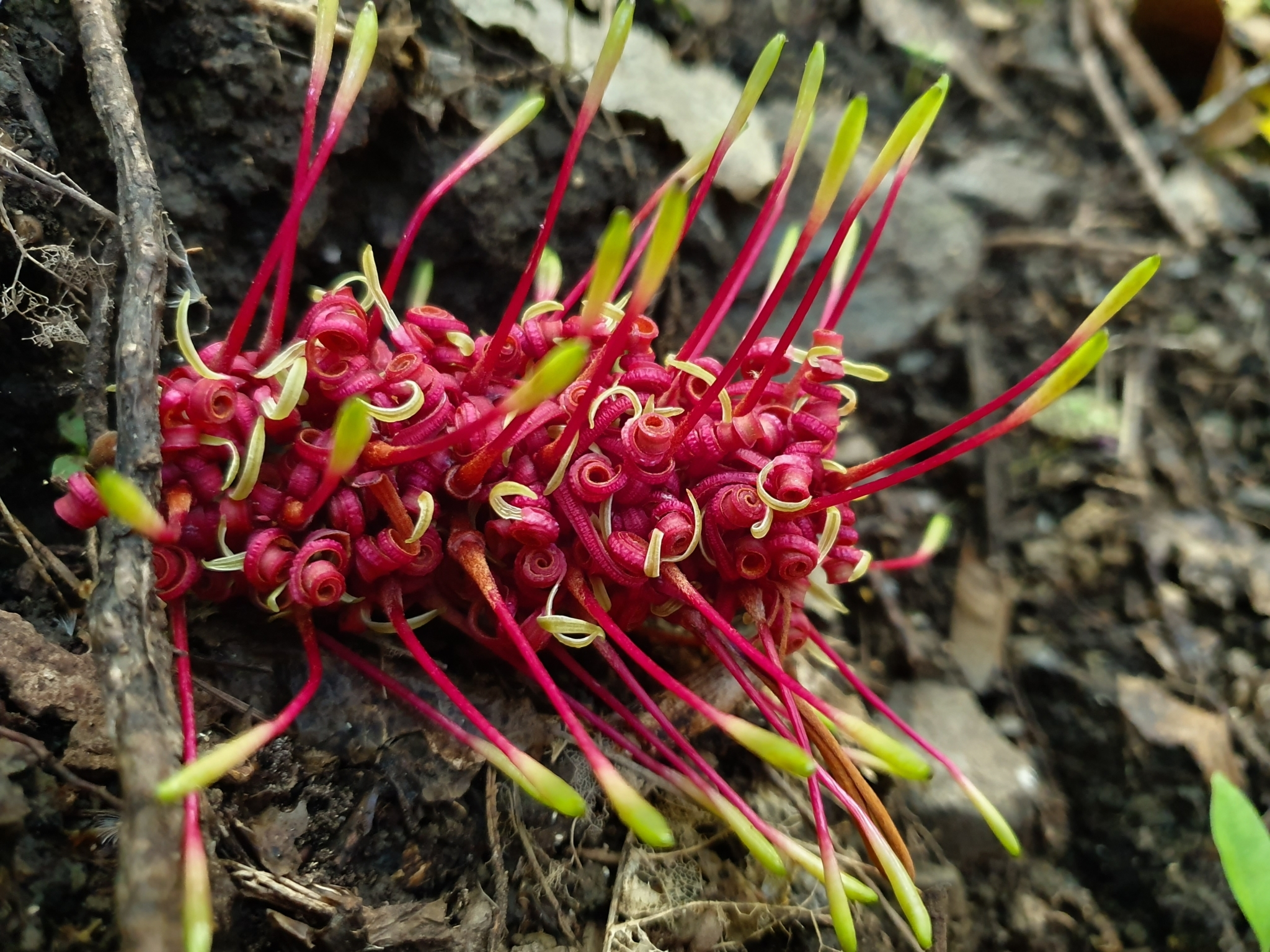
Květy
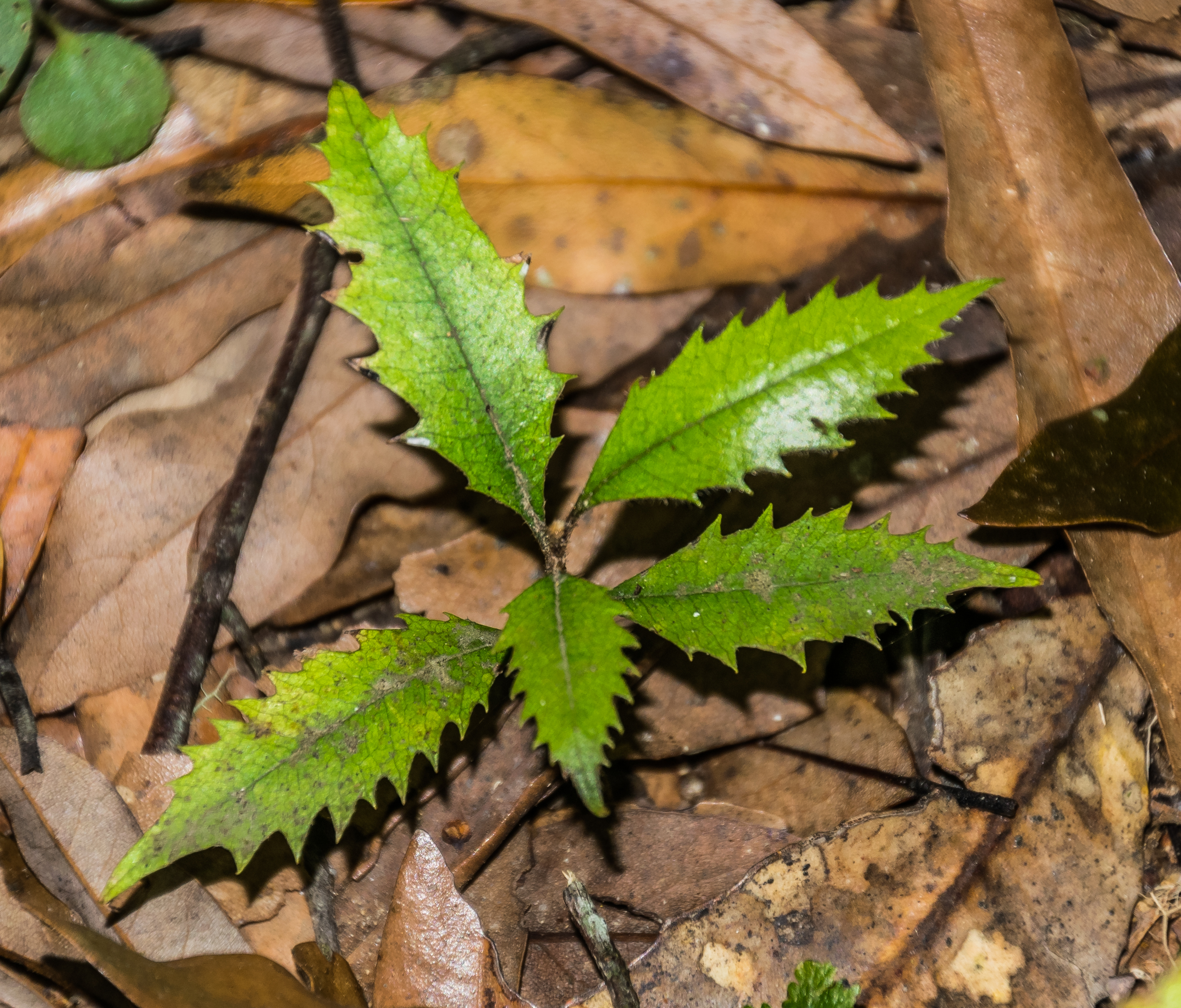
Malá rostlinka
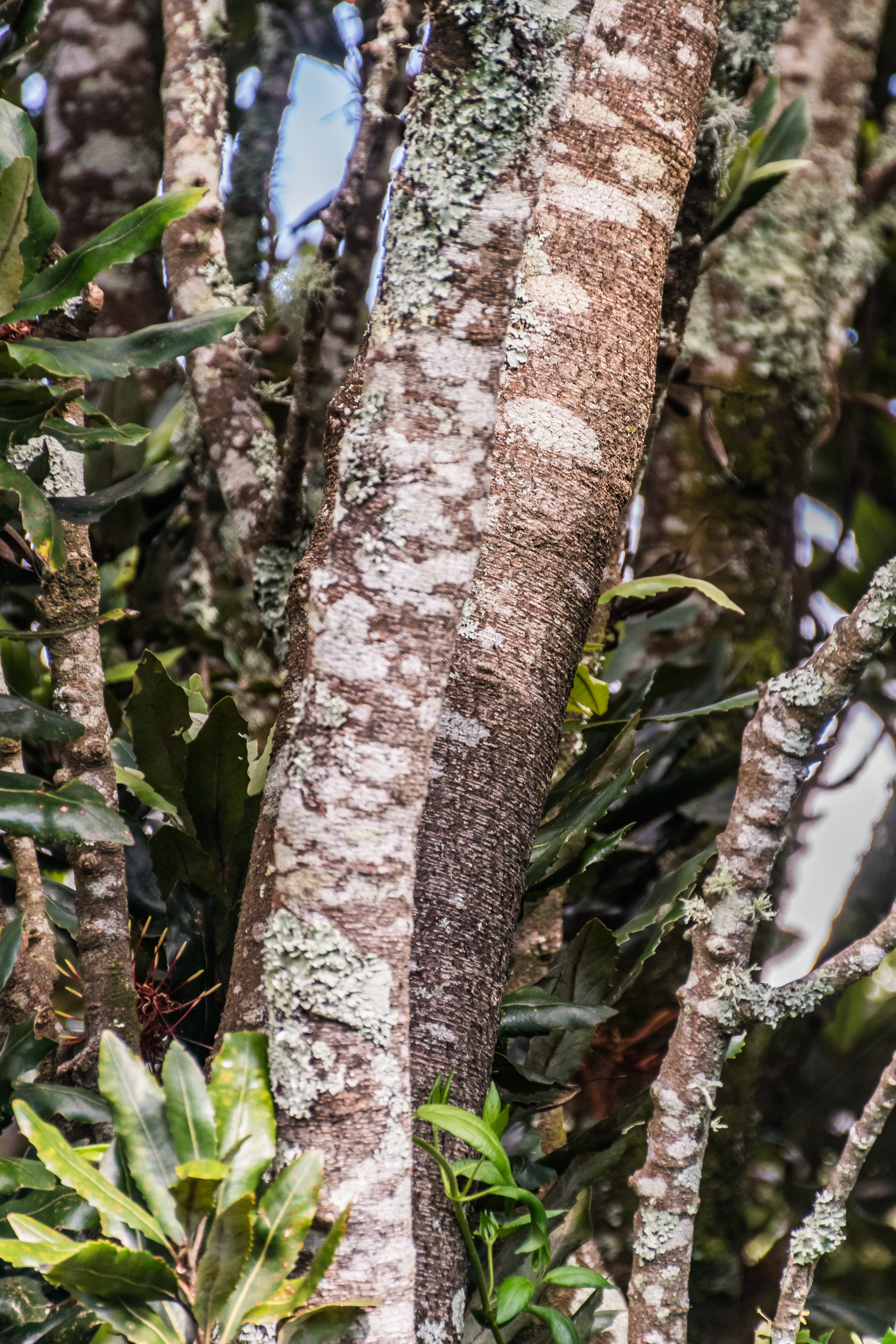
Kůra kmene